# Hugo Digman
Hugo Magnus Digman, född 10 december 1905 i Eldsberga församling, Hallands län, död 17 juni 1978, var en svensk jurist.
Hugo Digman avlade juris kandidatexamen vid Uppsala universitet 1927. Efter tingstjänstgöring 1927–1931 blev han fiskal i Svea hovrätt 1933, assessor 1940 och hovrättsråd 1946. Han blev revisionssekreterare 1948, hovrättsråd i den nybildade hovrätten för Västra Sverige 1948 och i Svea hovrätt 1953. Han var  justitieråd i Högsta domstolen 1954–1972.
Han hade också uppdrag i flera statliga utredningar samt var redaktör och ansvarig utgivare för Nytt juridiskt arkiv, avdelning 1, från 1966.
Hugo Digman var från 1936 gift med textilkonstnären Ingeborg Wetterling. Makarna är begravda på Östra kyrkogården i Göteborg.

## Utmärkelser
- Kommendör med stora korset av Nordstjärneorden, 26 november 1964.[1]